# Rio Chapecòzinho
Rio Chapecòzinho är ett vattendrag i Brasilien.   Det ligger i delstaten Santa Catarina, i den södra delen av landet, 1 300 km söder om huvudstaden Brasília.
Omgivningarna runt Rio Chapecòzinho är en mosaik av jordbruksmark och naturlig växtlighet. Runt Rio Chapecòzinho är det ganska glesbefolkat, med 24 invånare per kvadratkilometer.